# Igraine
Igraine (Igerne oder Ygraine) war die Mutter von König Artus. Erstmals erwähnt von Geoffrey von Monmouth in seiner Historia Regum Britanniae, beschreibt er sie als Tochter von Amlawdd Wledig, einem Mitglied des königlichen Hauses von Dumnonia. Sie heiratete in erster Ehe Gorlois, Herzog von Cornwall, und nach seinem Tod in zweiter Ehe dessen ehemaligen Verbündeten Uther Pendragon, den Großkönig von Britannien. Sie war Mutter von fünf Kindern aus ihren zwei Ehen, von denen viele in der Artussage eine wichtige Rolle spielen.
Ihre Kinder von Gorlois waren:
- Gormant, ein Sohn,
- Elaine, eine Tochter,
- Anna-Morgause, eine Tochter, besser bekannt als Morgause – wird je nach Quelle auch als Igraines Schwester angesehen – und
- Morgaine, eine Tochter, besser bekannt als Morgaine le Fay.

Ihr einziges Kind aus der Ehe mit Uther Pendragon war:
- König Arthur.

Sie wird darüber hinaus, vielleicht irrtümlich, erwähnt als Mutter von Cado, König von Dumnonia, durch ihren Vetter Geraint, König von Dumnonia. Eine weitere Überlieferung erwähnt sie auch als Mutter des Herzogs von Artois, Grimald. Cado wird üblicherweise als Cousin und nicht als Bruder von Igraines anderen Kindern gesehen.